# Helix texta
Helix texta és una espècie de gastròpode eupulmonat terrestre de la família Helicidae

## Morfologia
La conquilla fa un diàmetre de 40-50 mm.

## Reproducció
Els ous fan 5,5 mm de llargària.

## Depredadors
És depredat massivament pel porc senglar.

## Hàbitat
És terrestre.

## Distribució
És un endemisme d'Israel, Síria, Palestina i el Líban.

## Costums
Té un patró d'activitat estacional que comença a la tardor (amb les primeres pluges) i disminueix cap a la primavera (quan es colga per a passar una estivació de sis mesos). Tot i així, una possible fredorada de 0 °C pot posar fi a la temporada d'activitat del caragol adult, fins i tot enmig de la temporada de pluges.
La majoria d'exemplars no migren més de 2 m de distància del seu lloc habitual, encara que n'hi ha registres de més de 15 m en alguns casos.

## Estat de conservació
La supervivència dels exemplars joves és molt baixa, ja que el 90%, si fa no fa, no sobreviuen al seu primer any de vida a causa dels hiverns freds i les sequeres de l'estiu.